# Филипково (Бежецький район)
Филипково (рос. Филиппково) — присілок в Бежецькому районі Тверської області Російської Федерації.
Населення становить 182 особи. Входить до складу муніципального утворення Филипковське сільське поселення.

## Історія
Від 2005 року входить до складу муніципального утворення Филипковське сільське поселення.

## Населення
| 1859 | 1887 | 1920 | 1997 | 2008 | 2010 |
| ---- | ---- | ---- | ---- | ---- | ---- |
| 277  | ↗315 | ↗347 | ↘327 | ↘206 | ↘182 |